# Scinax caldarum
Scinax caldarum és una espècie de granota de la família dels hílids. Es troba a les terres altes de Poços de Caldas a la part sud de la Serra do Espinhaço, al Brasil. Habita a partir dels 800 metres d'altitud. Es tracta d'una espècie comuna amb capacitat d'adaptació a pertorbacions antropogèniques; el seu volum poblacional es manté estable, encara que té certes amenaces com l'agricultura, la mineria i els incendis.
Viu en zones obertes en vegetació baixa prop de basses temporals o permanents. Pon els ous en aquestes basses, adjunts a la vegetació.